# Voetbaltoernooi
Een voetbaltoernooi is een toernooi waarbij de sport voetbal beoefend wordt. Er zijn verschillende competitievormen, zoals de poulevorm. De meeste bekercompetities hanteren een knock-outsysteem.